# Shorea singkawang
Shorea singkawang (tiếng Anh thường gọi là Dark Red Meranti hoặc Meranti Merah) là một loài thực vật thuộc họ Dipterocarpaceae. Loài này có ở Indonesia, Malaysia, và Thái Lan. Chúng hiện đang bị đe dọa vì mất môi trường sống.